# Heiner Monheim
Heiner Monheim (ur. 7 maja 1946 w Akwizgranie) – niemiecki geograf, specjalista w zakresie planowania transportu i planowania przestrzennego, autor licznych publikacji naukowych. Opowiada się za zrównoważonym rozwojem transportu.
Jest współzałożycielem Niemieckiego Klubu Transportowego (Verkehrsclub Deutschland) oraz Niemieckiego Powszechnego Związku Rowerowego (Allgemeiner Deutscher Fahrrad-Club).

## Publikacje
- H. Monheim, R. Monheim-Dandorfer: Straßen für alle - Analysen und Konzepte zum Stadtverkehr der Zukunft, 1990, ISBN 3-89136-368-0
- G. Altmann, H. Monheim, A. Schmidt, B. Strowitzki, W. Wolf: Einmal Chaos und zurück. Wege aus der Verkehrsmisere, 2002, ISBN 3-92900-845-9
- H. Monheim, B. Strowitzki, J. Vockel: Die S-Bahn kommt!, 2002, ISBN 3-89438-254-6
- H. Monheim, K. Nagorni (Hrsg.): Die Zukunft der Bahn - Zwischen Bürgernähe und Börsengang. Herrenalber Protokolle 116, 2004, ISBN 3-89674-119-5
- H. Monheim, G. Schroll: Akzeptanz innovativer ÖPNV-Konzepte bei professionellen Akteuren - Verbundprojekt im Forschungsfeld "Mobilität besser Verstehen" des Bundesministeriums für Bildung und Forschung, 2004, ISBN 3-00-015427-2
- H. Monheim (Hrsg.):Fahrradförderung mit System. Elemente einer angebotsorientierten Radverkehrspolitik. In: Studien zur Mobilitäts- und Verkehrsforschung. Bd. 8. 2005 ISBN 3-936438-08-0
- H.Monheim, et.al.: Bestandsaufnahme zur Situation der deutschen Schul- und Hochschulgeographie in: Deutscher Geographentag, Bd 37, S.191 ff. (entspr. Heft 3 der Zeitschrift "Geografiker", Berlin 1969)
- H. Monheim: Radlust - Informationen zur Fahrradkommunikation, 2007
- H. Monheim; Ch. Zöpel: "Raum für Zukunft.", 2008, Essen. Völlig überarbeitete und stark erweiterte 2. Auflage des 1997 erstmals erschienenen Sammelbandes zur Innovationsfähigkeit deutscher Stadtentwicklungs- und Verkehrspolitik